# Droga krajowa 2
Die Droga krajowa 2 (kurz DK2, pol. für ,Nationalstraße 2‘ bzw. ,Landesstraße 2‘) ist eine Landesstraße in Polen. Sie führt derzeit auf zwei Abschnitten von Świecko bis zur belarussischen Grenze und stellt eine wichtige West-Ost-Achse im polnischen Straßenverkehr dar. Die Gesamtlänge beträgt 109 Kilometer. Der erste Abschnitt von Grenzübergang Świecko – Frankfurt bis Anschlussstelle Świecko ist 3 Kilometer, der zweite von Żelków-Kolonia bei Siedlce bis zur belarussischen Grenze in Terespol 106 Kilometer lang. In ihrer ursprünglichen Streckenführung als durchgehende West-Ost-Achse wurde sie inzwischen auf einigen Abschnitten durch die Autobahn A2 und Schnellstraße S2 ersetzt. Nach der Fertigstellung der Autobahn A2 bzw. der Schnellstraße S2 wird die Landesstraße aus dem Straßennetz verschwinden.

## Bedeutung
Die Landesstraße hat international eine große verkehrstechnische Bedeutung: Sie ist Teil des II. paneuropäischen Verkehrskorridors, ein Bestandteil des bedeutenden Verkehrsweges von Westeuropa in die Nachfolgestaaten der Sowjetunion und wird auf ihrer gesamten Strecke von der Europastraße 30 begleitet.

## Geschichte
Der Westast der DK2 wurde bis 1945 von den deutschen Reichsstraßen 167, 97 und 114 gebildet, wobei sich die Reichsstraße 114 auch im annektierten Reichsgau Wartheland in Richtung Warschau fortsetzte.
Die Landesstraße 2 wurde 1986 eingerichtet und bildete die wichtigste Ost-West-Verbindung Polens. Der Streckenabschnitt östlich von Warschau wurde bis 1985 als Droga państwowa 4 bezeichnet, der Streckenabschnitt westlich von Warschau nach Pniewy hingegen als Droga państwowa 17 und weiter nach Staatsgrenze in Świecko als Droga państwowa 45, Teil der ehemaligen E8 Straße.
Zwischen 1814 und 1826 entstand die Straße zwischen Warschau und Brest, die als Nachschubweg der russischen Armee bereits frühzeitig zu einer Chaussee ausgebaut wurde.
Mit der Fertigstellung der zur Landesstraße 2 parallel verlaufenden Abschnitte der Autobahn A2 wurde die Streckenführung der Landesstraße zur Landesstraße 92 als Alternative zur mautpflichtigen Autobahn umgewidmet. Dies geschah bereits 2000 zwischen Września und Konin, am 19. April 2005 zwischen Bolewicko, Posen und Września, am 27. April 2010 zwischen Konin, Kutno und Łowicz, am 17. Dezember 2012 zwischen Rzepin und Bolewicko, sowie im gleichen Jahr zwischen Łowicz und Warschau, mit zwischen Choszczówka Stojecka (bei Mińsk Mazowiecki) und Kałuszyn, am 12. März 2021 zwischen Zakręt und Choszczówka Stojecka und 2024 zwischen Kałuszyn und Żelków-Kolonia bei Siedlce.

## Verkehrssicherheit

Zeichen für einen „Schwarzen Punkt“

Die Straße hat mehrere sogenannte Schwarze Punkte (poln.: czarne punkty; singular czarny punkt). Dies sind Stellen, an welchen es besonders häufig zu Unfällen kommt. Am 7. September 1998 wurde bei Błonie das erste Schild Polens aufgestellt. Sie befinden sich inzw. zwischen Świebodzin und Wityń, in Sławacinek Nowy, in Brzeźno, in Nekla sowie in Buczyce. Bereits ab 2003 wurden aufgrund mangelnder Aufmerksamkeit der Fahrer keine neuen Schilder mehr aufgestellt. Im Gegensatz dazu wurde das Programm Drogi Zaufania (dt. etwa „Vertrauensstraßen“) von der GDDKiA ausgearbeitet. Im Rahmen dieses Programmes erfolgten ab 2008 auf Stellen mit erhöhter Unfallgefahr entlang der Landesstraße verschiedene Maßnahmen zur Verkehrssicherheit. Beispielsweise wurden neue Kreuzungen mit Ampeln zur Verlangsamung des Verkehrs gebaut, neue Fußgängerüberwege eingerichtet und Gehwege dazugebaut.

## Ausbauzustand
Der Ausbauzustand der Landesstraße 2 gliedert sich wie folgt:
| Abschnitt                                       | Streifen | Trennstreifen | Bemerkung |
| ----------------------------------------------- | -------- | ------------- | --------- |
| Grenzübergang Świecko – Anschlussstelle Świecko | 4        | ja            |           |
| Siedlce – Terespol                              | 2        | nein          |           |

## Wichtige Ortschaften entlang der Strecke
- Świecko
- Siedlce
- Międzyrzec Podlaski
- Biała Podlaska
- Wólka Dobryńska
- Terespol